# زند (کوثر)
زند یک روستا در ایران است که در استان اردبیل واقع شده‌است.